# Витрувий Вак
Витрувий Вак (на латински: M. Vitruvius Vaccus; † 330 пр.н.е.) е вожд на въстанието на Фундианците и Приверните през 330 пр.н.е..
Гражданин е на латинския град Фунди и има къща на Палатин в Рим. През 330 пр.н.е. римският консул Луций Плавций Венон потушава въстанието на Витрувий Вак. Той го залавя при Привернум и лично го убива. Къщата му е конфискувана.